# 高木岬
65°33′S 64°14′W / 65.550°S 64.233°W

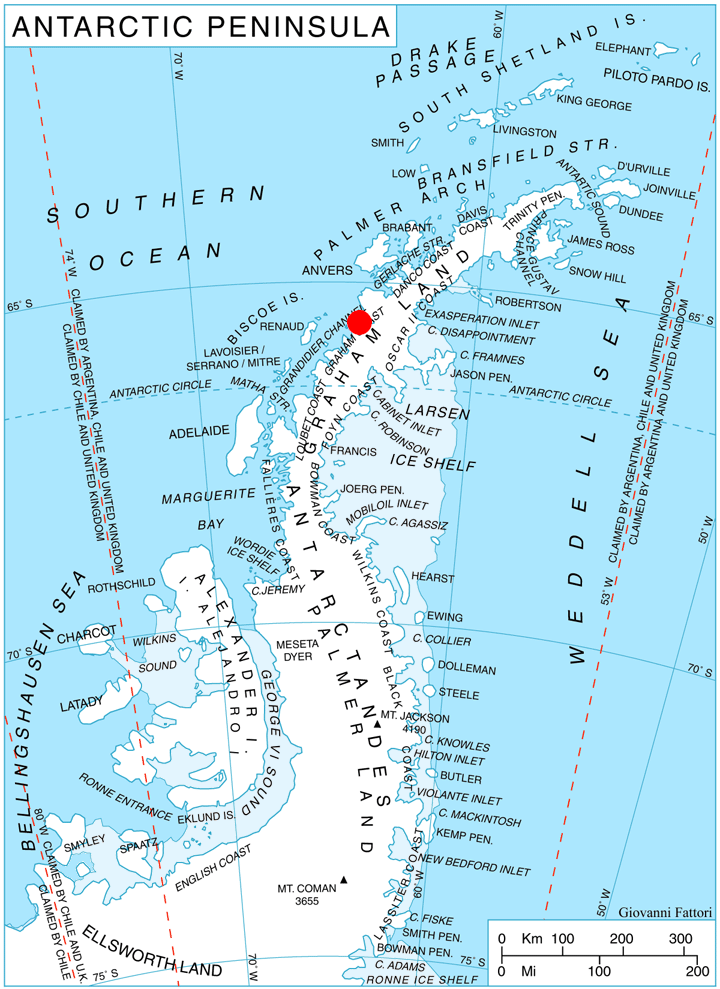

高木岬是南極洲的海岬，位於葛拉漢地，是巴里森半島的西端，該海岬由法國的探險隊發現，以日本海軍軍醫高木兼寬命名。

## 外部連結
- SCAR Composite Gazetteer of Antarctica （页面存档备份，存于）.